# کلودیا سلست
کلودیا سلست (به پرتغالی: Cláudia Celeste) (زاده ۱۴ ژوئیه ۱۹۵۲ - درگذشته ۱۳ مه ۲۰۱۸) یک هنرپیشه و رقصنده تراجنسیتی اهل برزیل بود. او اولین فرد تراجنسیتی بود که به عنوان بازیگر نقش ثابتی در سریال‌ها در یک تلویزیون برزیلی داشت. او برنده و سازمانده بسیاری از مسابقات زیبایی بود و همچنین خواننده، رقصنده، کارگردان، تهیه‌کننده و نویسنده بود. سلست علی‌رغم موانع و چالش‌هایی که با آن روبرو بود، تبدیل به یک چهره الهام‌بخش شد که در را بر روی نسل‌های بعدی با استعداد ترنسجندر و LGBTQ+ در برزیل گشود.

## زندگی
سلست در سال ۱۹۵۲ در محله ویلا ایزابل در ریودوژانیرو در برزیل زاده شد. او زمانی که در ارتش بود شروع به کشف هویت و استعدادهای خود کرد. پس از خدمت، دیپلم زیبایی خود را گرفت و در ۲۰ سالگی در کوپاکابانا، ریودوژانیرو آرایشگر شد. به گفته او، زندگی روزمره کار در سالن الهام بخش تصمیم او برای انتقال بود. در همان سال، او یکی از دوستانش را در یک تست تئاتر همراهی کرد و برای اجرا نیز انتخاب شد. او اولین حضور خود را به عنوان یک رقصنده در صحنه Beco de Garrafas انجام داد.
در سال ۱۹۷۳، تئاتری در ریودوژانیرو به نام Teatro Rival اولین تئاتری بود که مجوز دولتی برای اجرای «O mundo é das Bonecas» گرفت. سلست به عنوان بازیگر در کنار دیگر بازیگران تراجنسیتی معروف دعوت شد. پس از موفقیت نمایش، تولیدات دیگر استعدادهای او را شناختند و فرصت‌هایی برای رقصیدن در بسیاری از کلوپ‌های شبانه در برزیل فراهم کردند. او نام هنری خود را زمانی که در «روزی روزگاری» در کارناوال Teatro Rival در سال ۱۹۷۳ بازی می‌کرد از کارلوس امپریال دریافت کرد.
در سال ۱۹۷۶، سلست در مسابقه پاپ دوشیزه برزیل شرکت کرد و برنده مسابقه شد. یک سال بعد، پس از اینکه کارگردان یکی از اجراهای او را در Teatro Rival دید، از او برای بازی در یک سریال به نام «آینه جادویی» دعوت شد. هیچ‌کس در گروه بازیگران یا گروه نمی‌دانست که او تراجنسیتی است و تیترها توجه منفی را به اخبار پس از اولین صحنه او جلب کردند. این نمایش به سرعت لغو شد و او به دنبال فرصت‌های دیگر به اروپا رفت.